# ریک آلن
ریک آلن (به انگلیسی: Richard John Cyril Allen) (زاده ۱ نوامبر ۱۹۶۳) درامر انگلیسی گروه دف لپارد است. شهرت او بیش از همکاری با گروه موسیقی دف لپارد به علت چیرگی او در نواختن با یک دست است. آلن در دسامبر سال ۱۹۸۴ هنگام رانندگی و سبقت با سرعت بالا دچار سانحه شد. پزشکان به علت عفونت ایجاد شده مجبور به قطع دست چپ او شدند. او مدتی دچار افسردگی شد و قصد داشت با دنیای موسیقی خداحافظی کند. اما کمک ها و همراهی سایر اعضای گروه سبب برگشت او به دنیای موسیقی شد. با یک ابتکار منحصربه‌فرد چهار پدال زیر پای چپ خود تعبیه کرد و دستگاه درام خود را به شکلی تغییر داد که بایک دست و به کمک پاهایش قابلیت نوازندگی درام را حفظ کند . او بعداً موسسه درام یک دست را تاسیس کرد .هواداران گروه به او لقب خدای طوفان داده اند.